# Pteromalus epimelas
Pteromalus epimelas är en stekelart som beskrevs av Walker 1836. Pteromalus epimelas ingår i släktet Pteromalus och familjen puppglanssteklar. Inga underarter finns listade i Catalogue of Life.